# Atractaspis micropholis
Atractaspis micropholis är en ormart som beskrevs av Günther 1872. Atractaspis micropholis ingår i släktet jordhuggormar, och familjen Atractaspididae. Inga underarter finns listade.
Arten är känd från Afrika. Den hittades i Burkina Faso, Niger och norra Nigeria.